# Список послов Израиля в США
Данный список представляет всех послов Израиля в Соединённых Штатах Америки с момента основания государства Израиль и по сегодняшний день.
Список основан на данных, приведённых на официальном сайте Посольства Израиля в Соединённых Штатах Америки.